# Demon Days
Demon Days je drugi studijski album sastava Gorillaz.
Objavljen je 23. svibnja 2005. Na albumu gostuju još De La Soul, Neneh Cherry, Martina Topley-Bird, Roots Manuva, MF DOOM, Ike Turner, Bootie Brown of the Pharcyde, Shaun Ryder, Dennis Hopper, Londonski gospel zbor, dječji San Fernandeza.
Album se nalazio na vrhu britanskih top ljestvica, te na šestom mjestu američkih. Prodan je u više od 6 milijuna primjeraka diljem svijeta. Singlovi s albuma su "Feel Good Inc.", "Dare", "Dirty Harry" i "Kids with Guns" / "El Mañana".

## Popis pjesama
1. Intro (Gorillaz/Don Harper) – 1:03
2. Last Living Souls – 3:10
3. Kids with Guns – 3:47
4. O Green World – 4:32
5. Dirty Harry (Gorillaz/Romye Robinson) – 3:43
6. Feel Good Inc. (Gorillaz/Dave Jolicoeur) – 3:41
7. El Mañana – 3:50
8. Every Planet We Reach Is Dead – 4:53
9. November Has Come (Gorillaz/Daniel Dumile) – 2:41
10. All Alone (Gorillaz/Roots Manuva/Simon Tong) – 3:30
11. White Light – 2:08
12. DARE – 4:04
13. Fire Coming Out of the Monkey's Head – 3:16
14. Don't Get Lost in Heaven – 2:00
15. Demon Days – 4:28

### Bonus pjesme
- 68 State – 4:44
- People – 3:26
- Hong Kong

## Suradnici
- Neneh Cherry – vokal
- Amanda Drummond – viola
- Isabelle Dunn – violončelo
- Dennis Hopper – recitacija
- Sally Jackson – violina
- Al Mobbs – kontrabas
- Prabjote Osahn – violina
- Stella Page – viola
- Antonia Pagulatos – violina
- Emma Smith – kontrabas
- Simon Tong – gitara
- Martina Topley-Bird – vokal
- Ike Turner – klavir
- Rosie Wilson – prateći vokal
- Londonski gospel zbor– zbor
- Dječji zbor San Fernandez – zbor
- MF DOOM - vokal